# Nancy Stafford
Nancy Elizabeth Stafford (née le 5 juin 1954 à Wilton Manors en Floride) est une actrice américaine.

## Biographie
Élue Miss Floride en 1976, Nancy Stafford a commencé sa carrière en 1977 à la télévision, en jouant dans des téléfilms et des séries télévisées. Elle est notamment connue pour le rôle de Patricia Blake dans la série télévisée Le Chevalier lumière (1986-1987).

## Filmographie partielle

### Cinéma
- 2007 : The Wager de Judson Pearce Morgan
- 2011 : Christmas with a Capital C d'Helmut Schleppi
- 2012 : Race to the Finish de Greg Robbins
- 2012 : Christmas Oranges de John Lyde
- 2013 : Season of Miracles de Dave et Josh Moody
- 2013 : Foreclosed de Michael Gier (court métrage)
- 2013 : Superheroes Don't Need Capes de Greg Robbins

### Télévision
1985 - Magnum p.i. : Amy Grinswald
- 1986-1987 : Le Chevalier lumière
- 1995 : L'Invasion des abeilles tueuses de Rockne S. O'Bannon (téléfilm)
- 2013 : La Vérité sur mon mari (Assumed Killer) de Bernard Salzmann